# Liste von Kraftwerken in Eswatini
Dies ist eine Liste der derzeitigen, geplanten und ehemaligen Kraftwerke in Eswatini.
Die Elektrizitätsversorgung in Eswatini wird durch das Department of Energy des Ministeriums für Natürliche Ressourcen & Energie  reguliert und sichergestellt. Einziger Energieversorger ist die Eswatini Electricity Company. Der Strombedarf kann durch eigene Kraftwerke nur zu 15–17 Prozent gedeckt werden. Der restliche Strombedarf wird durch langfristige Verträge durch Eskom von Südafrika gesichert. Der geplante Ausbau der Stromproduktion ist so ausgelegt, dass das prognostizierte Wachstum des Strombedarfs abgedeckt wird.

## Kraftwerke in Betrieb
Quelle:
| KW-Name  | Leistung in MW | Standort | Betreiber                    | Status | Art         |
| -------- | -------------- | -------- | ---------------------------- | ------ | ----------- |
| Maguga   | 19,8           | Maguga   | Eswatini Electricity Company |        | Wasserkraft |
| Ezulwini | 20             | Ezulwini | Eswatini Electricity Company |        | Wasserkraft |
| Edwaleni | 15             | Edwaleni | Eswatini Electricity Company |        | Wasserkraft |
| Maguduza | 05,6           | Maguduza | Eswatini Electricity Company |        | Wasserkraft |
| GESAMT   | 60,4           |          |                              |        |             |

## Geplante Kraftwerke
| KW-Name | Leistung in MW | Standort | Betreiber     | Status            | Art                                    |
| ------- | -------------- | -------- | ------------- | ----------------- | -------------------------------------- |
| JWS     |                |          | JWS Energy    | seit 2016 geplant | Wärmekraftwerk mit fossilem Brennstoff |
| Zoetic  | 200            |          | Zoetic Energy | seit 2016 geplant | Wasserkraft                            |

## Ehemalige Kraftwerke
| KW-Name  | Leistung in MW | Standort | Betreiber                    | Status | Art               |
| -------- | -------------- | -------- | ---------------------------- | ------ | ----------------- |
| Edwaleni | 9              | Edwaleni | Eswatini Electricity Company |        | Dieselgeneratoren |